# Skeletons in the Closet (Gamma Ray)
Skeletons in the Closet è il secondo live album della power metal band tedesca Gamma Ray, registrato a Barcellona e Strasburgo nel 2002.

## Tracce
Disco 1
1. "Welcome" (Hansen) - 1:07
2. "Gardens of the Sinner" (Hansen, Zimmermann) - 5:48
3. "Rich and Famous" (Hansen) - 5:13
4. "All of the Damned" (Hansen) - 5:00
5. "No Return" (Hansen) - 4:13
6. "Armageddon" (Hansen) - 9:24
7. "Heavy Metal Universe" (Hansen) - 7:43
8. "One with the World" (Hansen, Wessel) - 4:51
9. "Dan's Solo" - 5:21

Disco 2
1. "Razorblade Sigh" (Hansen) - 5:00
2. "Heart of the Unicorn" (Hansen) - 4:41
3. "Last Before the Storm" (Hansen) - 4:38
4. "Victim of Fate" (Hansen) - 7:00
5. "Rising Star/Shine On" (Hansen, Schlächter) - 7:52
6. "The Silence" (Hansen) - 6:44
7. "Heaven or Hell" (Hansen) - 4:16
8. "Guardians of Mankind" (Richter) - 5:21
9. "New World Order" (Hansen) - 8:22
10. "I Want Out" (Hansen) - Bonus Track per il Giappone

## Formazione
- Kai Hansen - voce, chitarra
- Henjo Richter - chitarra
- Dirk Schlächter - basso
- Daniel Zimmermann - batteria
- Axel Mackenrott - tastiere